# Wayland (Kentucky)
Wayland es una ciudad ubicada en el condado de Floyd en el estado estadounidense de Kentucky. En el Censo de 2010 tenía una población de 426 habitantes y una densidad poblacional de 62,64 personas por km².

## Geografía
Wayland se encuentra ubicada en las coordenadas 37°26′55″N 82°47′56″O / 37.44861, -82.79889. Según la Oficina del Censo de los Estados Unidos, Wayland tiene una superficie total de 6.8 km², de la cual 6.8 km² corresponden a tierra firme y (0.08%) 0.01 km² es agua.

## Demografía
Según el censo de 2010, había 426 personas residiendo en Wayland. La densidad de población era de 62,64 hab./km². De los 426 habitantes, Wayland estaba compuesto por el 98.83% blancos, el 0.23% eran afroamericanos, el 0% eran amerindios, el 0% eran asiáticos, el 0% eran isleños del Pacífico, el 0% eran de otras razas y el 0.94% pertenecían a dos o más razas. Del total de la población el 0.7% eran hispanos o latinos de cualquier raza.